# Porrate
Un porrate (en valenciano porrat) es una feria que se celebra en la festividad de un santo. Se trata de una tradición festiva de la Comunidad Valenciana, España.
Su elemento más característico es el mercado al aire libre donde se ponen a la venta productos tradicionales, dulces y frutos secos, y su origen se atribuye a la veneración de la sociedad agrícola a los santos para conseguir buenas cosechas y fertilidad de sus animales.

## Celebraciones
Los porrates más conocidos se celebran en honor a san Antonio Abad (en Valencia, Alicante, Gandía, Oliva, Benirredrá, Fuente  Encarroz o Elche) donde antes se bendice a los animales domésticos. Pero también se celebran porrates en honor a otros santos, como san Blas (en Potríes), san Matías (en Rótova), san Lorenzo (en Tabernes de Valldigna), santos de la Piedra (en Alquería de la Condesa), san Francisco de Paula (en Alacuás), santa Bárbara (en Moncada), Santísimo Cristo del Calvario (Torrente de Fenollet pedanía de Llanera de Ranes (Valencia).
En la capital, Valencia, a primeros de año, se celebraban porrates en honor de distintos santos de la ciudad, realizándose estos eventos en distintas fechas y lugares según la celebración del santo o fiesta, y el lugar donde se encuentra el templo de su advocación, siempre acompañados de grandes multitudes. Destacaban el porrat que iniciaba el año dedicado a san Antonio el barbut o del porquet, el 17 de enero en la calle Sagunto, siguiendo con san Vicente mártir en la Roqueta, san Valero en Ruzafa, Campanar, y así hasta casi final de febrero que terminaban los porrates.
En el barrio de San Antón de Alicante se celebra, coincidiendo con la festividad de san Antonio Abad el 17 de enero, el  tradicional "porrate de San Antón". Esta es una de la fiestas más antiguas y tradicionales de la ciudad, cuyo origen se remonta a la llegada de los dominicos en el año 1510.